# United States Railroad Administration

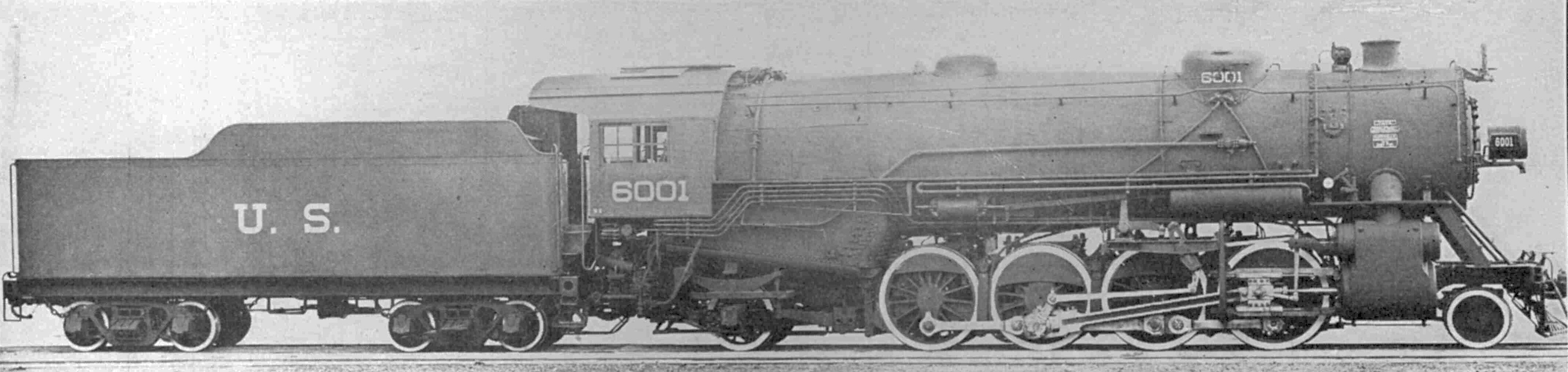
Un esempio di macchina standard della USRA: una Heavy Mikado, cioè una macchina con rodiggio 2-8-2 nella versione pesante.

Il nome di United States Railroad Administration (abbreviato in USRA) fu la compagnia ferroviaria nazionale degli Stati Uniti creata durante la prima guerra mondiale. Istituita nel 1917, cessò di esistere nel 1920.
È stato il più grande esperimento di nazionalizzazione degli Stati Uniti. Serviva, nella situazione d'emergenza, a rendere adeguate le ferrovie statunitensi a sostenere lo sforzo bellico mediante una efficace ed efficiente rete di trasporti. La USRA in quel periodo immise in servizio moltissime locomotive di tipo standardizzato, poi passate ai privati nel 1920.

## Storia

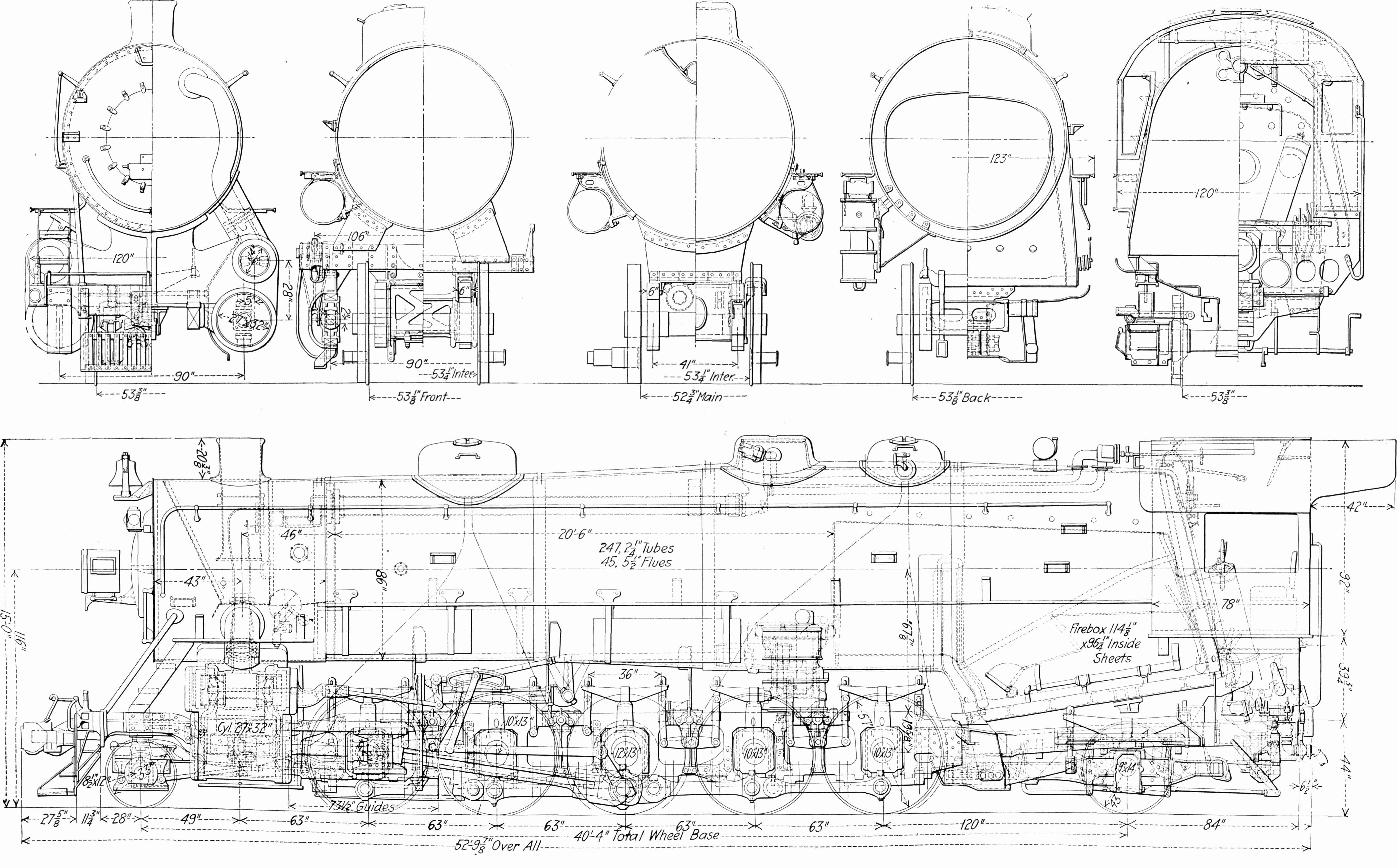
Schema di una 2-10-2 Light Santa Fe della USRA.

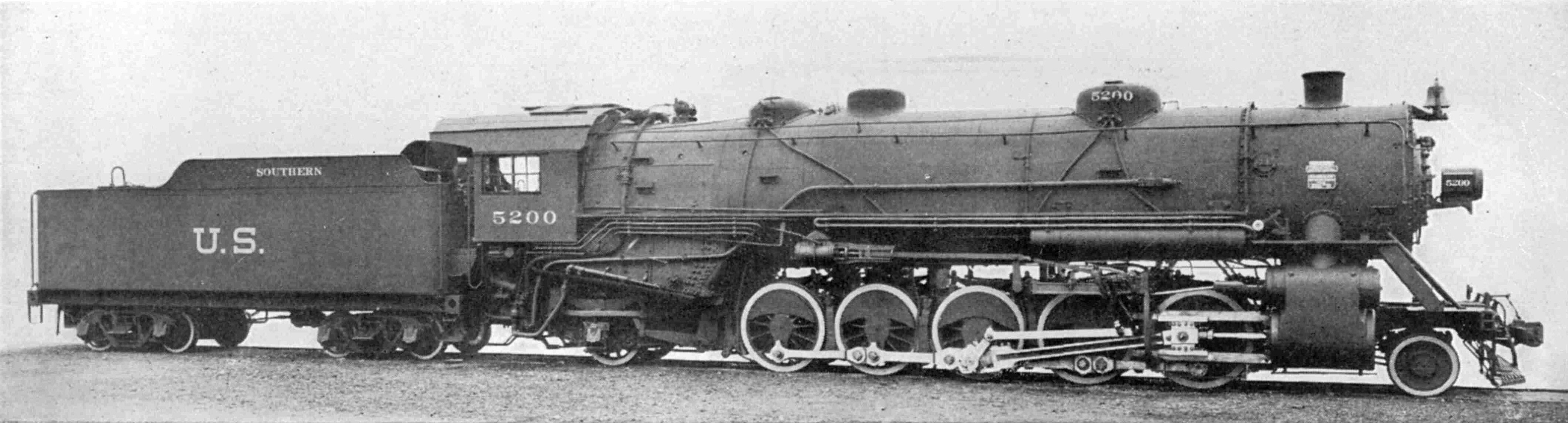
Una Light Santa Fe della USRA.

All'entrata in guerra il 6 aprile 1917, gli Stati Uniti si trovarono con una situazione ferroviaria inadeguata. Le moltissime compagnie private avevano scali ferroviari insufficienti e materiale di trazione inadeguato. Né i modesti guadagni che tali ferrovie facevano potevano far sperare ad un veloce incremento della qualità del materiale rotabile.
Il 26 dicembre 1917 quindi il presidente Thomas Woodrow Wilson approvò la nazionalizzazione delle ferrovie statunitensi. Furono create tre zone: La Est, la Ovest e la Sud. Vennero tagliati i treni che effettuavano tratte simili ma con compagnie diverse, e ugualmente i servizi di lusso (costosi anche per gli esercenti) vennero limitati e sovratassati. Vennero ordinati ben 100 000 carri e 1 930 locomotive a vapore, queste ultime in versione standardizzata, per ridurre i costi di acquisto e manutenzione.
Le 1 930 locomotive standardizzate venivano costruite con vari rodiggi, per andare incontro alle esigenze delle varie linee ferroviarie. Sovente, per far fronte a zone con un armamento dei binari assai leggero, dello stesso modello se ne costruiva una versione leggera (Light) e una pesante (Heavy). Ogni modello traeva il nome dal rodiggio che adottava.
Il 21 marzo del 1918 fu emesso il Railroad Control Act. Esso garantiva che, alla cessazione delle ostilità, la USRA avrebbe mantenuto il possesso del materiale e delle linee per altri 21 mesi, fino a quando la situazione economica sarebbe stata propizia. La USRA si impegnava anche a restituire tutto il materiale preso in carico alle rispettive compagnie, mentre le nuove macchine sarebbero state spartite.
Il 1º marzo 1920 le varie compagnie ferroviarie ripresero possesso di quanto avevano prima della guerra. Va detto che per loro fu un vero affare, poiché si ritrovarono con materiale moderno e linee meglio tenute che non se le avessero gestite loro. Lo stato spese circa 1,12 miliardi di dollari nella USRA.
Molte delle locomotive ex-USRA fecero poi da modello per varie macchine degli anni '20.